# Botes de futbol

Animació 3D d'una bota de futbol

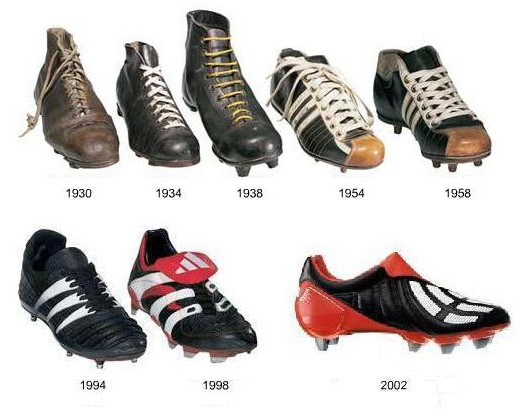
Evolució de les botes de futbol de 1930 a 2002

Les botes de futbol són un tipus de sabata que es fa servir per a jugar a futbol. Les dissenyades per a camps de gespa tenen tacs a la sola exterior per a facilitar-ne l'adherència i poden ser de goma per a camps de terra o d'alumini per a camps humits. Des dels inicis, les botes de futbol han recorregut un llarg camí i avui es troben subjectes a una investigació contínua, desenvolupament, patrocini i màrqueting al si d'una potent indústria global. Les botes modernes ja no són veritablement botes, ja que no cobreixen el turmell. Com la majoria dels altres tipus de calçat esportiu, el seu disseny i aspecte bàsics han convergit amb el de les sabatilles esportives des dels anys 1960.
Les botes de futbol són una part essencial de l'equipament d'un jugador. Estan dissenyades per a proporcionar tracció al camp i agafar-se al terra per a evitar relliscades. Es poden fabricar amb diferents materials com el cautxú, sintètics com el niló i el poliuretà, o el cuir. El material més popular per a les botes de futbol és la pell de cangur car té una textura única, és duradora, transpirable i lleugera. Originàriament, les botes de futbol només estaven disponibles en color negre, tot i que ara se'n troben de disponibles en diversos colors. Grans empreses multinacionals com Nike, Adidas, Puma i similars han tingut un gran impacte comercial amb vendes rècord. Jugadors professionals com Lionel Messi, Cristiano Ronaldo i Neymar han personalitzat les seves botes d'alguna manera, ja sigui amb el seu número, els noms dels seus fills o amb una bandera.
Encara que associat amb el futbol i el rugbi, aquest calçat s'utilitza en altres esports que es practiquen en superfícies d'herba com el lacrosse, el hurling, el shinty, el quidditch o, fins i tot, al joc d'estirar la corda.